# كوريفة طويلة الجذع
كوريفة طويلة الجذع (الاسم العلمي: Corypha macropoda) هو نوع نباتي يتبع جنس الكوريفة من الفصيلة الفوفلية